# Giuseppe Andrews
Giuseppe Andrews (Key Largo, 25 de abril de 1979) é um ator, escritor e diretor de cinema norte-americano. Mais conhecido pelos papéis de "Lex" no filme Detroit Rock City e como um xerife grotesco em Cabin Fever, um pequeno papel em Never Been Kissed, bem como participações nos videoclipes da banda Smashing Pumpkins "1979" e "Perfect". No entanto, ele também teve considerável sucesso e notoriedade como escritor, diretor, editor e produtor em uma série de filmes e por seu trabalho como diretor de filmes experimentais independentes.

## Biografia
Andrews nasceu como Joey Andrews em Key Largo, Flórida, mas ao crescer, achou que seu nome soava muito jovem e o mudou para Giuseppe, em homenagem ao compositor italiano Giuseppe Verdi. Depois que seus pais se divorciaram, Andrews se interessou pelo teatro. Ele e seu pai se mudaram para Los Angeles por causa do trabalho do pai, e por um tempo viveram em uma van. Um dia Giuseppe viu um anúncio em uma revista de audições para uma agência e decidiu se inscrever. Assinou contrato e disse que era muito difícil entrar na indústria, mas que estava muito feliz.
O diretor Adam Rifkin, se referiu a Andrews como sendo o cineasta mais ferozmente original trabalhando no cinema hoje, o seu estilo de filmagem tem sido comparado ao de John Waters e Harmony Korine. 

## Filmografia
| Filmes    | Filmes                                      | Filmes                            | Filmes                                |
| Ano       | Título                                      | Papel                             | Notas                                 |
| --------- | ------------------------------------------- | --------------------------------- | ------------------------------------- |
| 1989      | Getting It Right                            | Luke                              | Creditado como Joey Andrews           |
| 1993      | 12:01 - Meia-Noite e Um                     | Kyle                              | Para TV / Creditado como Joey Andrews |
| 1994      | Prehysteria! 2                              | Valentão                          | Creditado como Joey Andrews           |
| 1995      | Sleepstalker                                | Sandman (jovem)                   | Creditado como Joey Andrews           |
| 1995      | White Dwarf                                 | Never the Shifter/Doug            | Para TV / Creditado como Joey Andrews |
| 1995      | Meus Tios Herois                            | Ash                               | Creditado como Joey Andrews           |
| 1996      | Invisible Mom                               | Johnny Thomas                     | Creditado como Joey Andrews           |
| 1996      | Independence Day                            | Troy Casse                        |                                       |
| 1998      | A Vida em Preto e Branco                    | Howard                            |                                       |
| 1998      | A Outra História Americana                  | Jason                             |                                       |
| 1998      | David and Lisa                              | Joey                              | Para TV                               |
| 1999      | Student Affairs                             | Dave                              | Para TV                               |
| 1999      | Touch Me in the Morning                     | Coney Island                      |                                       |
| 1999      | Simples Como Amar                           | Trevor cara difícil - Tech School |                                       |
| 1999      | Nunca Fui Beijada                           | Denominator                       |                                       |
| 1999      | Detroit Rock City                           | Lex                               |                                       |
| 2002      | No Calor do Verão                           | Willy                             |                                       |
| 2002      | Cabin Fever                                 | Xerife Winston                    |                                       |
| 2004      | Dribble                                     | Cara enlouquecendo                | Não creditado                         |
| 2004      | Tater Tots                                  |                                   |                                       |
| 2005      | Neo Ned                                     | Randall                           |                                       |
| 2005      | Tweek City                                  | Bill Jensen                       |                                       |
| 2005      | 2001 Maniacs                                | Harper Alexander                  |                                       |
| 2006      | Ants                                        | Ped                               |                                       |
| 2006      | Wiggly                                      |                                   |                                       |
| 2006      | The Laundry Room                            |                                   |                                       |
| 2006      | Period Piece                                |                                   |                                       |
| 2007      | Homo Erectus                                | Zig                               |                                       |
| 2007      | The Go-Getter                               | Cara do estoque                   |                                       |
| 2007      | Cat Piss                                    |                                   |                                       |
| 2007      | Garbanzo Gas                                |                                   |                                       |
| 2007      | Careless                                    | Jovem viciado                     |                                       |
| 2007      | Look                                        | Willie                            |                                       |
| 2008      | Schoof                                      |                                   |                                       |
| 2009      | Cabin Fever 2: Spring Fever                 | Winston                           |                                       |
| Televisão |                                             |                                   |                                       |
| Ano       | Título                                      | Papel                             | Notas                                 |
| 1994      | Beverly Hills, 90210                        | Cowboy                            | 1 episódio                            |
| 2001      | That's Life                                 |                                   | 1 episódio                            |
| 2001-1999 | Two Guys, a Girl and a Pizza Place          | Germ                              | 13 episódios                          |
| 2002      | Boston Public                               | Bobby Mendoza                     | 1 episódio                            |
| 2006      | The Minor Accomplishments of Jackie Woodman | Mike                              | 3 episódios                           |
| 2008      | CSI: Crime Scene Investigation              | Joe                               | 1 episódio                            |